# Nemzeti Színház
A budapesti Nemzeti Színház Budapest IX. kerületében található. A teátrum 2000. augusztus elsején, a Nemzeti Színház Rt. megalapításával jött létre és 2002. március 15-én nyitotta meg kapuit. Alapító okiratában rögzítette: „A részvénytársaság a hagyományok folytatása során törekedni kíván arra, hogy a felépült új Nemzeti Színházban, az intézmény jelentőségéhez méltó módon becsülje meg a magyar és egyetemes drámairodalom, a színházművészet tolmácsolóit.”
Magyarországon először Nemzeti Színház 1837-ben, a mai Rákóczi (akkor Kerepesi) úton (1837–1908) nyitotta meg kapuit, de akkor még Pesti Magyar Színház néven kezdte meg működését 1840-ig, amikor is Pest vármegyétől az állam tulajdonába került és felvette 160 éven át viselt nevét. Ez a társulat később ideiglenesnek szánt épületekben folytatta tevékenységét: előbb a Blaha Lujza téren (1908–1964), majd kisebb kitérő után a Hevesi Sándor téri épületben (1966-tól), ahol 2000. szeptember 1-jétől – egy módosító okirattal – újra Pesti Magyar Színház néven működik, továbbra is állami fenntartásban, elkülönülve a Duna partján új társulattal és szervezeti formában megalakult, nevét viselő és helyét átvevő intézménytől.

## Az „új” Nemzeti Színház

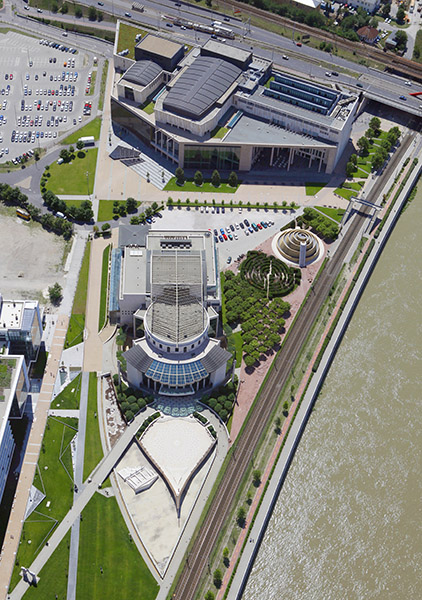
A Nemzeti Színház és a Művészetek Palotája 2012-ben

Budapesten az első önállóan Nemzeti Színháznak létrehozott intézmény, ami épülete eleve erre a célra, nem ideiglenesen épült. 2000. augusztus 1-jén az állam alapította, zártkörű részvénytársaságként működik és közvetlenül a kultuszkormányzat irányítása alá tartozik. Bár nem jogutódja az 1840-ben megalakult Nemzeti Színháznak – amit egy hónappal ennek az intézménynek az alapítása után Pesti Magyar Színházra neveztek át a Ptk. gazdasági társaságokra vonatkozó szabályai szerint –, de a magyar Országgyűlés 1836. évi 41. számú törvény-cikkelyében elrendelt magyar Játékszín hagyományait folytatva művészi feladata, hogy az intézmény jelentőségéhez méltó módon becsülje meg a magyar és egyetemes drámairodalom, a színházművészet tolmácsolóit. Az épület az 1883-1992 között üzemelt Dunapart teherpályaudvar helyén, apportált állami tulajdonú telken áll. Az építkezés 2000 szeptemberétől nem egészen 16 hónapig tartott. Az építését Schwajda György irányította – kezdetben kormánybiztosként, később a Nemzeti Színház Rt. vezérigazgatójaként. A tervező építész Siklós Mária volt. A színházavató előadás Madách Imre: Az ember tragédiája volt, amit Szikora János rendezett.
A 2002. március 15-én megnyílt teátrum első igazgatója Schwajda György volt. Nevéhez köthető „A Nemzet Színésze" kitüntetés megalapítása. Ugyan még ő szerződtette a társulat javát, de mandátuma májusban lejárt. Ekkor Görgey Gábor miniszter Bosnyák Miklóst az év decemberéig ügyvezető igazgatónak, Huszti Pétert pedig öt évre a színház élére nevezte ki, de utóbbi nagy közéleti felzúdulást váltott ki, mivel nem pályázati úton nyerte el a pozíciót. Görgey végül kiírt egy pályázatot. Mivel Huszti Péter júniusban lemondott, december 31-ig az ügyvezető vette át az elnök-vezérigazgatói posztot. 2003. január 1-jétől Jordán Tamás lett a bíráló bizottság szavazatai alapján a főigazgató. Érdemei: az úgynevezett „megyejárás”, amikor is vidékről hozták busszal a közönséget, és az évad minden hónapjában bemutatkozott a színházban egy-egy megye. Az így létrejött – alkotók, illetve repertoár tekintetében – „nyitott ház” program 2005-ig tartott. Periódusa alatt harminc bemutatót tartottak, a társulat 25 főről 47-re duzzadt.
2008–2013 között Alföldi Róbert volt az igazgató. Mandátuma lejártával, 2013. július 1-től Vidnyánszky Attila igazgatja a színházat. Szervezésében 2014 óta rendezik meg a Madách Imre Nemzetközi Színházi Találkozót (Madách International Theatre Meeting, röviden: MITEM).
2023-ban, miután a színház két művésze, Szász Júlia és Horváth Lajos Ottó a Rómeó és Júlia november 10-ei előadása közben több métert zuhant a vastraverzekkel felépített díszlet felső emeletéről a kulisszák felé az esetet súlyosbítja, hogy egyszerre két művészt érintett, Vidnyánszky Attila – aki a darab rendezője is egyben – november 13-án, vezérigazgatói felelőssége miatt benyújtotta a lemondását. Csák János kulturális és innovációs miniszter viszont első körben nem fogadta el azt, illetve közölte, hogy csak az elindult belső és rendőrségi vizsgálatok lefolytatása után foglalkozik érdemben a kérdéssel.

## A budapesti Nemzeti Színház története

### Előzmény

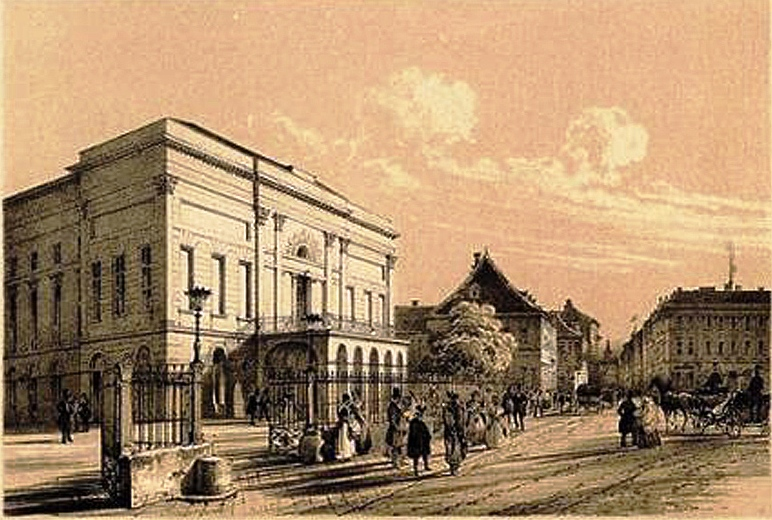
A Nemzeti Színház első épülete

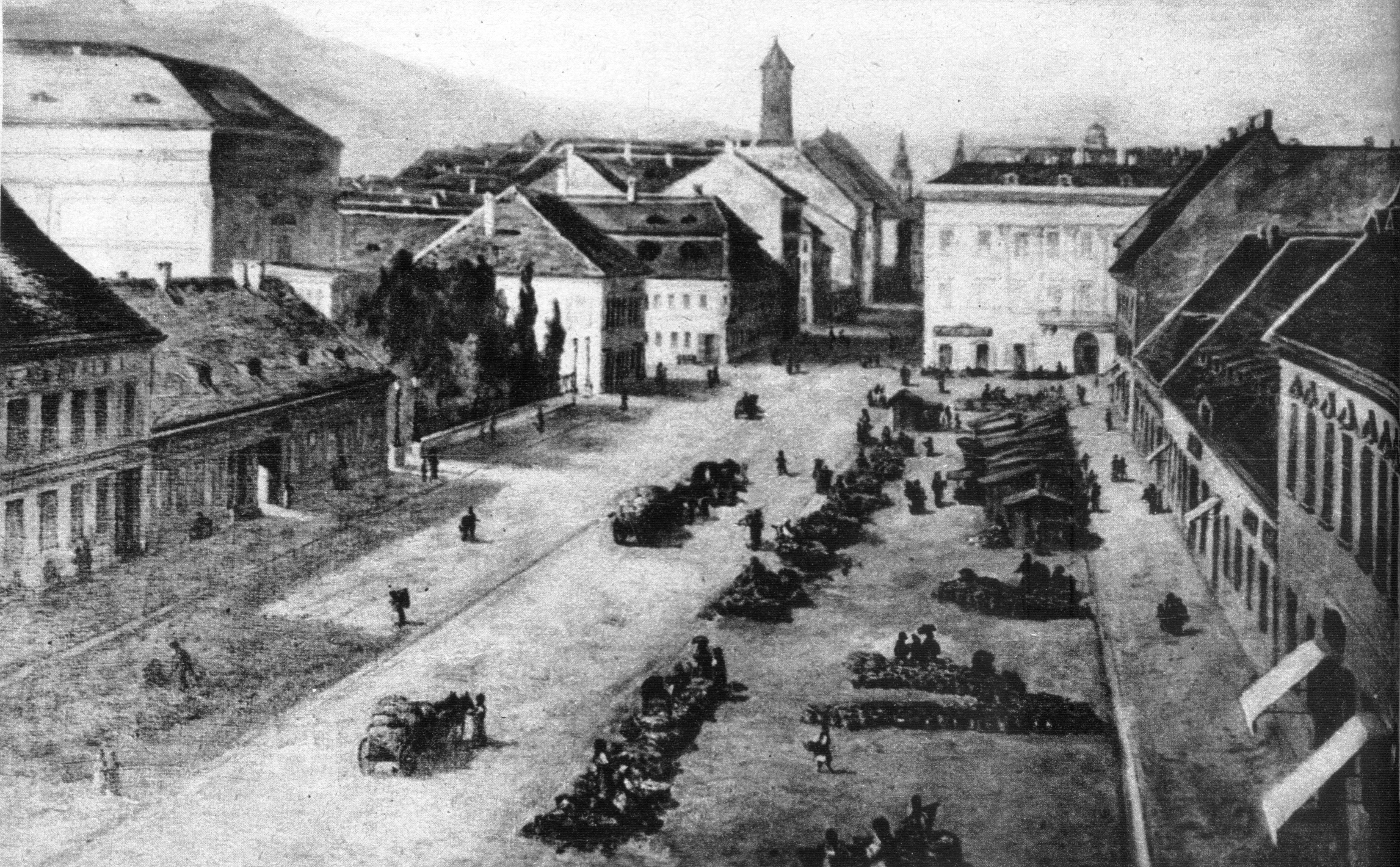
Telepy Károly: Kerepesi út, 1852 körül (Budapesti Történeti Múzeum–Fővárosi Képtár, Kiscelli Múzeum). A Kerepesi (ma: Rákóczi) út a Hatvani (ma: Kossuth Lajos) utcával. Balra a régi („első”) Nemzeti Színház és a Zrínyi-kávéház.

Bár Pest város is már 1834-ben adományozott egy 600 négyszögöles telket egy országos nemzeti színház építésére, mégis Pest vármegye első magyar színházának épületét az alispán, Földváry Gábor határozott intézkedését követően a Grassalkovich Antal által adományozott Kerepesi úti (a mai Rákóczi út 1-5. szám alatt, az Astoria Szállóval szembeni irodaház helyén lévő) telken kezdték építeni 1835-ben, és amit 1837. augusztus 22-én nyitottak meg Pesti Magyar Színház néven. A színház felépítését már eleve ideiglenesnek tervezték, hogy amennyiben a város által tervezett „nagyobb színház felállíttatik, kevés változtatással akár konzervatóriumnak, akár pedig más színészeti használatnak szolgálhasson és azon nagyobb színháznak kiegészítő része légyen”, ahogy a theatralis deputatio 1835. augusztus 24-iki ülésén a Budai Magyar Színész Társaság beadványában elhangzott. Azért is fontosnak gondolták egy általuk kezdeményezett intézmény létrehozását, mivel attól tartottak, hogy a felépítendő nemzeti színház inkább mint operaház háttérbe szorítaná a drámai színjátszást. Mindeközben párhuzamosan tárgyalások folytak egy a Duna-parton, a Kirakodó-téren a nemzethez és városhoz méltó épület és egy a nemzeti nyelv előmozdítását, az egész nemzetet illető emlék gyanánt szolgáló magyar játékszínház létrehozásáról, építéséről is. Ez annyira elhúzódott, hogy ott már nem lehetett színházat építeni, így végül a városi felajánlás terhére 1873-ban vásárolt telken a Nemzeti Színház az operaházat húzta fel. Egy az országos magyar színjátszás jelentőségéhez méltó és a korszerű színpadművészeti követelményeknek nagyobb mértékben megfelelhető épület építésére való törekvés, amelyet a nemzeti díszes játékszín létesítése végett már az 1836 : XLI. törvénycikk is kijelölt, továbbra sem ült el.

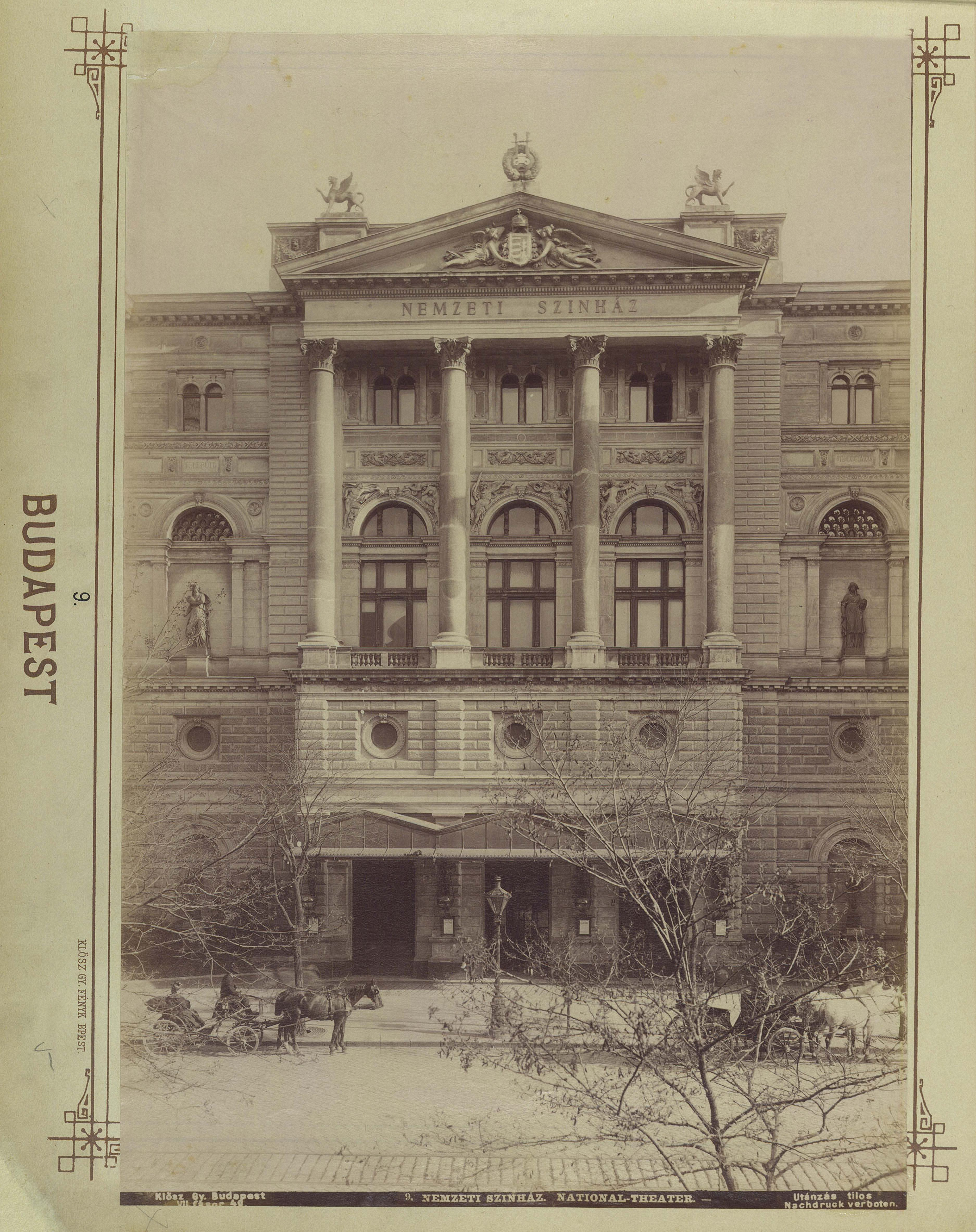
Rákóczi úti épület 1900 körül

1840-ben az addig Pest vármegye által fenntartott Pesti Magyar Színház országos intézmény lett, és Nemzeti Színház néven működött tovább. A színházépületet 1875-ben átalakították, és kibővítették, 1908 nyarán azonban bezárták, mivel tűz- és életveszélyesnek nyilvánították. 1913–1914-ben le is bontották. Először 1912 januárjában írtak ki pályázatot az akkor még lebontandó, régi épület helyére (a hozzávásárolt saroktelekkel, egyetemi alappal és a vele összeépített bérházakkal) egy új színházépület tervezésére.

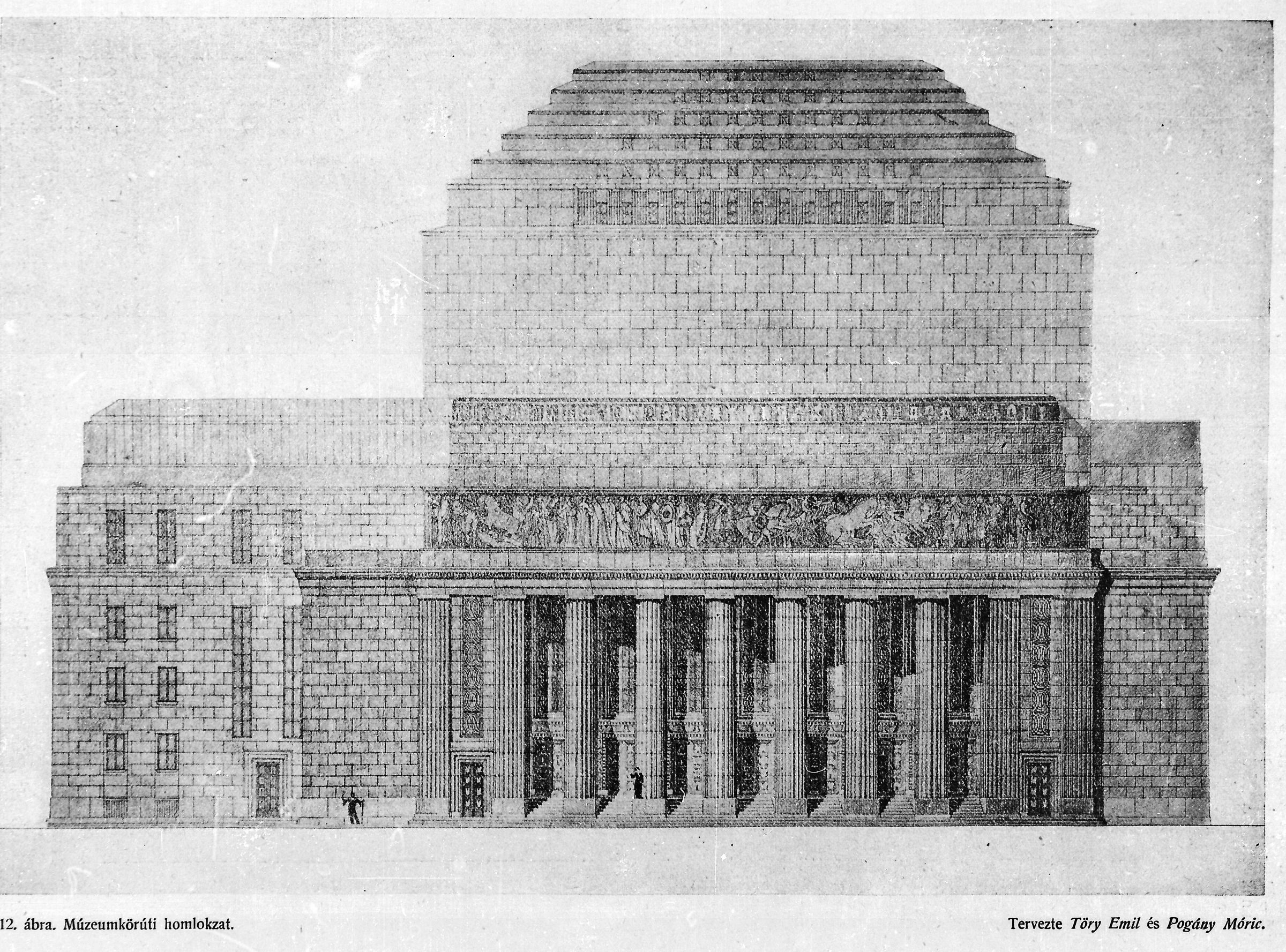
Az 1913-as nyertes pályaterv főhomlokzata

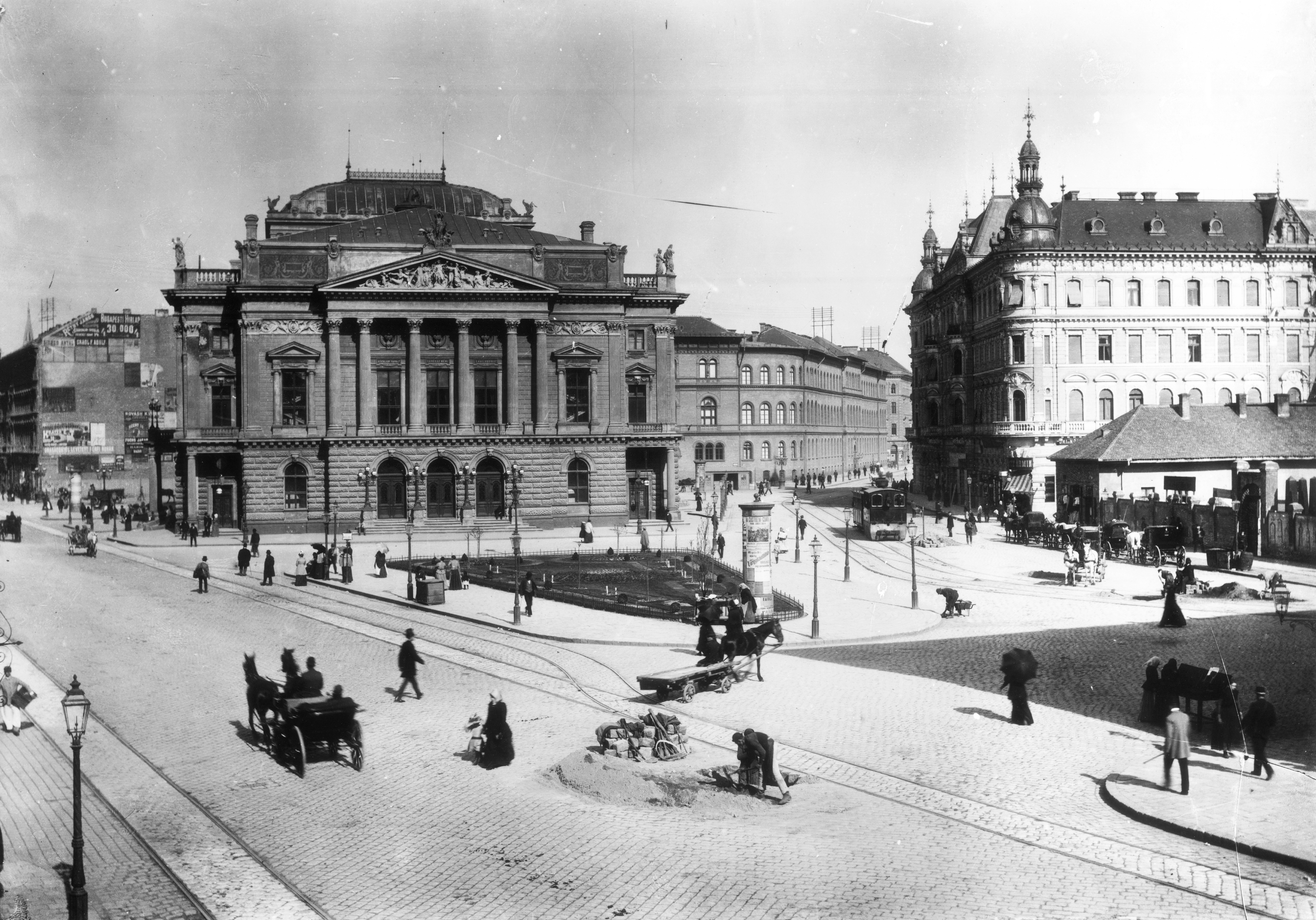
A Nemzeti Színház Blaha Lujza téri épülete a 20. század elején

1908-ban, miután a főváros végleg megtagadta a nyitási engedélyt, a Vallás- és Közoktatási Minisztérium határozata alapján a társulat számára „átmenetileg” a Blaha Lujza téri Népszínházat bérelték ki, azonban végül 55 éven át ebben az épületben működött. A Nemzeti Színház 1912–1913-as tervpályázat második fordulóban nyertes Tőry Emil és Pogány Móric pályázati tervének megvalósulását – ami 1917-re, fennállásának 80-ik évfordulójára tervezte átadó ünnepségét – előbb az első világháború, később pedig a gazdasági világválság is megakadályozta. Az 1930-as évekre többek között a megnövekedett gépkocsiforgalom miatt, a Grassalkovich-féle telek területe, elhelyezkedése sokak szerint már nem volt megfelelő egy ilyen létesítményhez. Az úgynevezett Fórum kialakítási terve alapján új helyszín látszott körvonalazódni. 1937-ben a főváros fel is ajánlott ingyen az Erzsébet téren egy telket a Nemzeti Színház épülete számára. Azonban a városrendezési és építkezési viták 1943-ig elhúzódtak, és a második világháború után már ez sem valósult meg. A Népszínház épületét 1944-ben és 1956-ban is súlyos találat érte. A felújítási munkálatok több évig eltartottak, miközben 1948–1950 között az államkincstár és a Nemzeti Színház tulajdonába került. Később ez az épület is a régebbihez hasonló sorsra jutott: lebontásáról 1963-ban döntött a kormányzat, mivel az épülő metró – állítólag – statikailag meggyöngítette volna az amúgy is jelentős felújítást igénylő teátrumot. A társulat 56 éven át játszott a végül felrobbantott színház épületében. (1965. január 15-én kezdték el a színházépület bontását, majd március 15-én felrobbantották a színház pincéjét és tartófödéméit, végül a színház utolsó falszakasza is leomlott április 23-án az utolsó, negyedik robbantás alkalmával.) Gobbi Hilda a nemzeti ismert művésze – ahogy végrendeletében írta – a „Magyar Nemzeti Színház Blaha Lujza téri lebontott épületéből” általa mentett mementókat  a visegrádi „Patkó villa” nevű nyaralójába építette, majd halála után a színháznak ajánlotta. Később ő maga volt a Nemzeti Színház „újjáépítésének” legnagyobb támogatója: 1977-ben az ő kezdeményezésére mozgalom bontakozott ki, 1987-ben pedig pénzgyűjtést indított a nemes cél érdekében.

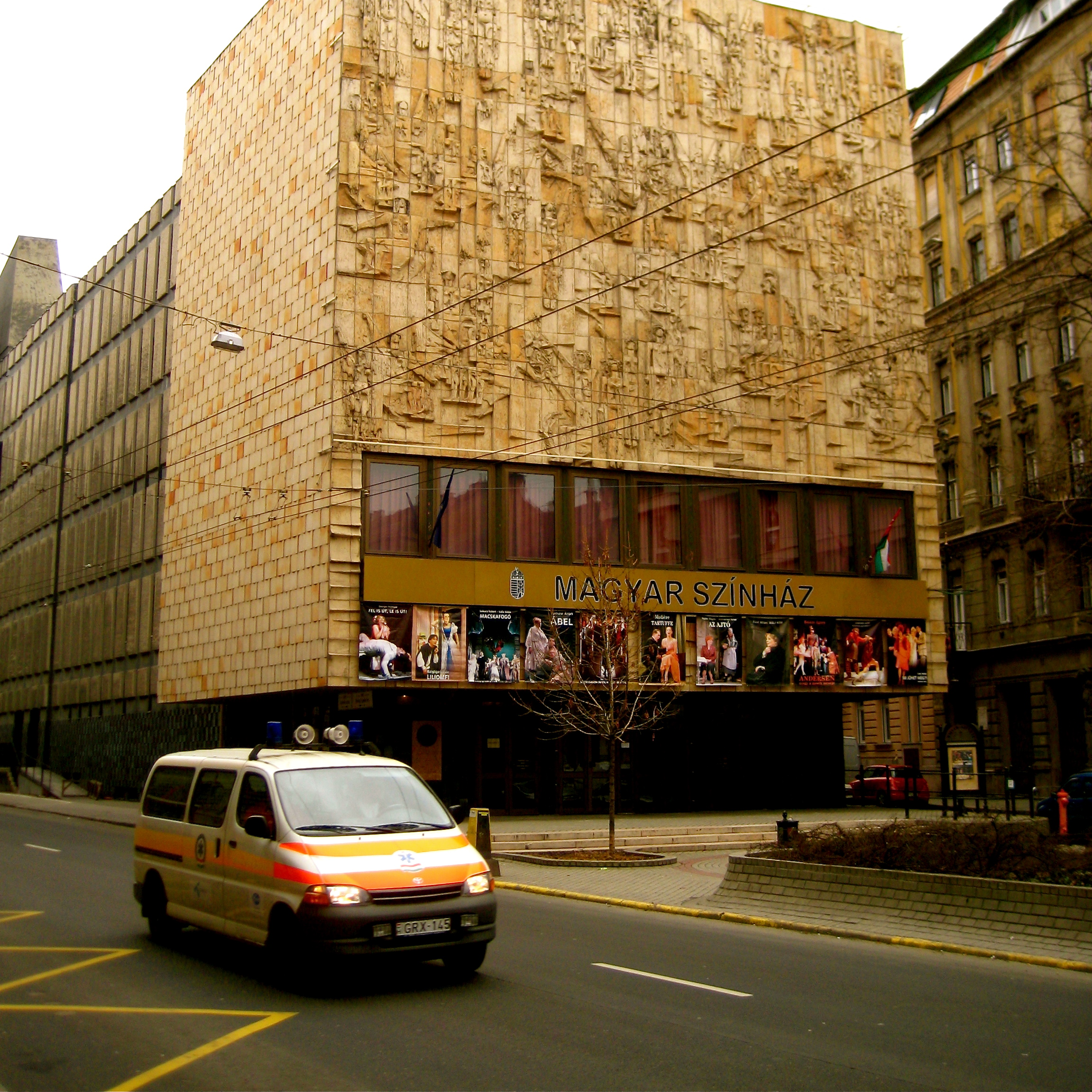
A Nemzeti Színház, ma Pesti Magyar Színház otthona a Hevesi Sándor téren

Miközben az 1920-as évektől az 1990-es évekig továbbra is szinte folyamatosan napirenden volt „az új Nemzeti Színház” építése és helyének kijelölése, 1965 januárjától a Nemzeti Színház társulata a lebontásra ítélt Népszínház épületéből átmenetileg az akkor felújított Nagymező utcai, mai Thália Színház épületébe költözött. 1966-ban pedig a két év alatt alapjaitól átépített Magyar Színház épületében kapott helyet – „ideiglenesen” – 34 éven át. A rendszerváltást követően 1994-től a meghatározó politikai erők a Nemzeti Színház kérdésében egy témakörben értettek teljesen egyet: az Hevesi Sándor téri épület továbbra is színházként kell működjön és az újonnan felépülő színházépületben új társulat alakuljon, mivel az addigra kialakult személyzeti állomány és struktúra nem megfelelő. Ennek megvalósítására több forgatókönyv is kialakult. Végül a Hevesi Sándor téri teátrum és az abban játszó társulat 2000. szeptember elsejéig (két héttel a Duna-parti építkezés megkezdése előttig) viselte a Nemzeti Színház nevet, utána pedig – az alapító okirat módosításával – addigi helyén folytatva tovább tevékenységét Pesti Magyar Színház, vagy röviden Magyar Színház néven működik. Az új intézmény a Bajor Gizi park 1. szám alatt 2002. március 15-én nyitotta meg kapuit. A két színház helyzetéből adódóan egészen a 2010-es évekig egyfajta kettősség (az OSZMI egykori igazgató-helyettesének megfogalmazásában: egy hivatalos és egy latens „nemzeti”) alakult ki, mivel jogilag a Pesti Magyar Színház társulata lett az 1837-ben alapított színház jogutódja, személyi állománya gyakorlatilag változatlan maradt és művészi feladatainak megfogalmazása sem változott.

### Az új Nemzeti Színház története
Egy új épület elhelyezésére és a Dózsa György út adott szakaszának építészeti rendezésére 1964-ben kiírt, a század elejei utáni második tervpályázat eredményeként (29 pályamunka alapján) a Városliget szélén, a Felvonulási téren jelölték ki a Nemzeti Színház új helyét. Az 1965-ös nemzetközi építészeti tervpályázat második fordulóján 36 magyar és 56 külföldi pályamű közül két második díjat adtak ki (első helyezés nem született): a Középület-tervező Vállalat munkatársainak (Hofer Miklós, Vajda Ferenc, Kádár István, Bakos Kálmán és dr. Lohr Ferenc), valamint Jan Boguslawski és Bogdan Gniewiewski pályázata nyert. Ezt követően Hofer Miklós vezetésével két évtizeden át a Középület-tervező Vállalat foglalkozott az épület tervezésével. Végül az engedélyezési- és kiviteli tervek alapján, 1985-ben az építésügyi hatóság kiadta az építési engedélyt, az építkezés azonban nem jutott tovább néhány fa kivágásánál (melyeket aztán 1987-ben pótoltak). Az 1980-as években lehetőség nyílt társadalmi adakozásra, így többek között Gobbi Hilda színésznő is – akinek a közbenjárására a régi épület néhány jellemző részletét sikerült megmenteni a pusztulástól, és sürgette az építkezést már annak lebontása óta, – hozzájárult az új színház építési költségeihez.
1988-ban új helyszín-kijelölő pályázatot írtak ki, amelyen a szakmai zsűri a Vár-beli és a lipótvárosi Erzsébet téri helyszíneket tartotta legmegfelelőbbnek. A legtöbb pályázó az utóbbit dolgozta fel és a közönségszavazatok listájának élén is az állt. A tervpályázatra 32 pályamű érkezett. Az első díjat Ligeti Béla, a másodikat Bán Ferenc és alkotótársaik kapták. 1990-ben, a társadalmi-történelmi változások következtében, a magyar színjátszás kétszáz éves évfordulóját megelőző napon az Antall-kormány határozatban mondta ki, hogy a költségvetés helyzetének ismeretében a színház „a közeljövőben nem valósítható meg”.
A színházépítés ügye azonban nem ült el. Kisebb-nagyobb felbuzdulások és zúgolódások után 1996. július 19-én Fiala István építész kormánybiztosi kinevezést kapott az építkezés lebonyolítására, majd a kormányhatározatot követően, szeptember 1-én megalakult az új Nemzeti Színház Kormánybiztosi Iroda. 1997 tavaszán egy újabb, névaláírásos nyílt hazai tervpályázat került kihirdetésre, melynek külföldi szaktekintélyekkel megerősített zsűrije – gazdaságossága miatt az 1989-ben második helyezett – Bán Ferenc munkáját ajánlotta megvalósításra. A minisztériumban eközben megkezdődött az igazgatói pályázat előkészítése is, mely számos vita közepette 1997 novemberében jelent meg. Októberben került nyilvánosságra, hogy az új igazgatónak kell új társulatot szerveznie, az Örökös tagok kivételével, mert ők automatikusan a társulat tagjai lesznek és hogy az igazgatói pályázat egyszerre lesz nyílt és meghívásos. A meghívottak (az akkor aktív színházigazgatóknak kiküldött körlevelekre választ adók tizenhét művészt neveztek meg, a legtöbb szavazatot Babarczy László, Székely Gábor, Kerényi Imre, Schwajda György és Zsámbéki Gábor kapta, melyet a miniszter Ascher Tamás, Bálint András, Iglódi István, Marton László és Tompa Gábor neveivel egészített ki) a meghirdetés előtt, a miniszter személyes felkérő leveléből értesülhettek a megtiszteltetésről, előzetes egyeztetés nem történt. A kiírás szerint a nyertes 1998. január 1-től bekapcsolódik az építkezésbe, egy évvel későbbtől pedig már csak ezzel és az új Nemzeti igazgatói működésének előkészítésével foglalkozhat. Négy érvényes pályázó volt: Balogh Gábor, Tompa Gábor, illetve az utolsó körre is megmaradt Ascher Tamás és Bálint András. A kultuszminiszter az utóbbit nevezte ki előbb 1998. január 1-jétől miniszteri főtanácsosnak, majd 1999. augusztus 1-jétől a Nemzeti Színház igazgatójának. Közben – Ablonczy László 2004-ben a Hitel folyóiratban megjelent írása szerint titkos előkészületek után – Magyar Bálint azt is bejelentette, hogy a Nemzeti Színház a Hevesi Sándor téren Magyar Színház néven működik tovább. 1998 márciusában elkezdődött az új Nemzeti Színház építése. A március 28-ai alapkőletételre nem ment el sem az akkori Nemzeti társulata – akiknek először meghívót sem küldtek –, sem több meghívott író.

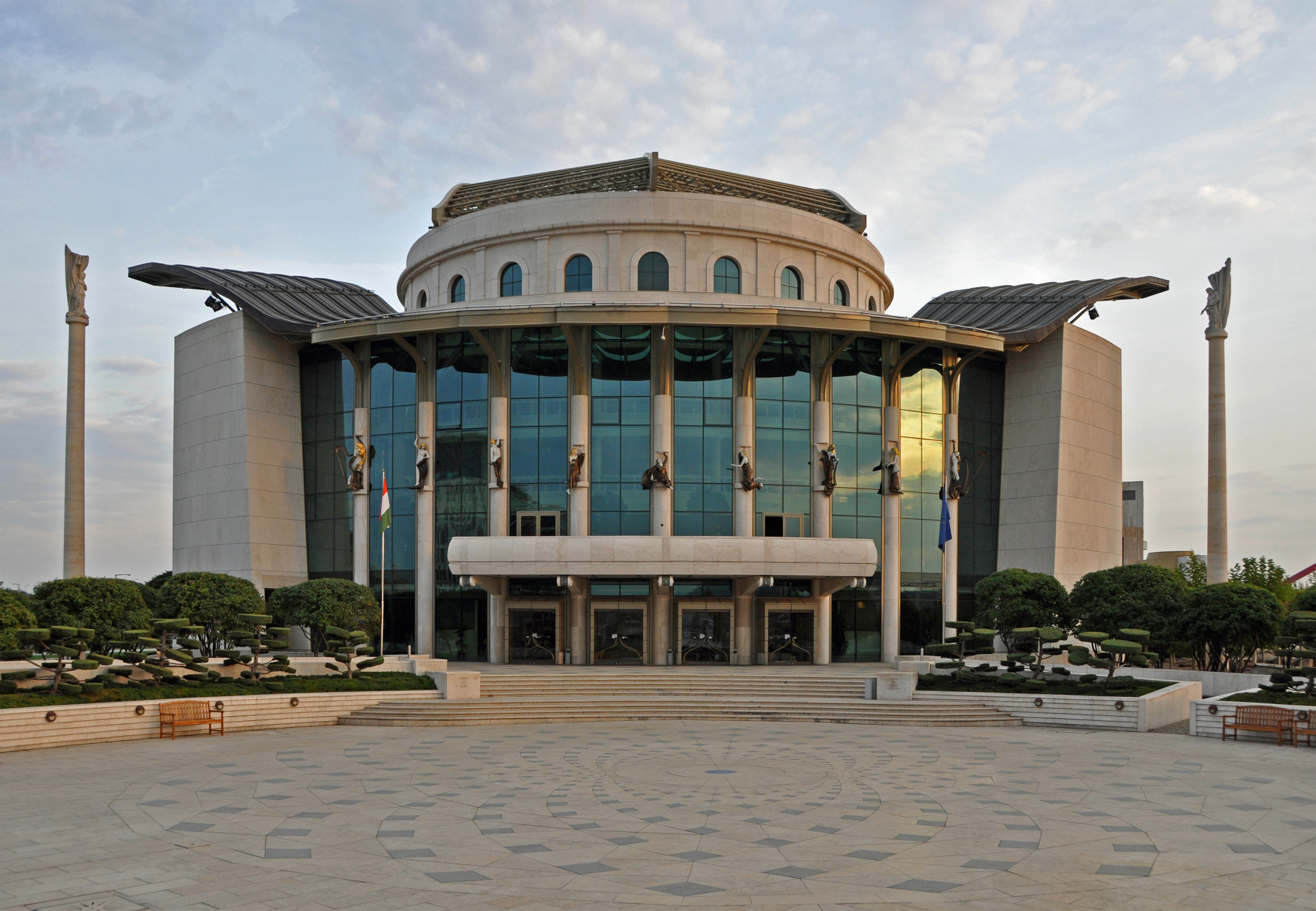
A színház főhomlokzata

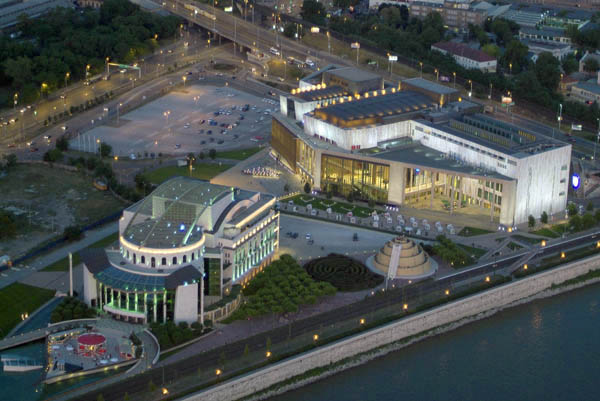
Nemzeti Színház – légi felvételen, 2009

Az új kormány 1998. október 29-én leállította az építkezést, és új helyszínt jelölt ki. A kulturális miniszter indoklása szerint a belvárosi Erzsébet tér környezetvédelmi és közlekedési szempontból nem felel meg a célnak, ezen kívül a színház megépítése az eredeti tervek szerint túl drága lett volna. Közben a politikai államtitkár előbb a nyertes igazgatói pályázat kiegészítésére kérte, később pedig már csupán főtanácsadóként nevezte meg Bálint Andrást, aki novemberben, még mandátuma megkezdése előtt lemondott az igazgatói posztról. Így átmenetileg 1999–2000-ben a később Pesti Magyar Színházként működő színházat átvevő Iglódi István volt a megbízott igazgató. 1999-ben megkezdte működését az Új Nemzeti Színház Megvalósítási Iroda Schwajda György miniszteri biztos vezetésével, aki Siklós Mária építészt bízta meg – előbb a Városligetben, majd – a Duna-parti helyszínen (a volt „expo-telken”) megépítendő Nemzeti Színház terveinek elkészítésével. Építészek és a kamara tiltakozása nyomán újabb pályázatot írtak ki, amely kikötötte, hogy a pályamű a már kész műszaki-koncepcionális (színház-technológia, belső funkcionális rend, közönségforgalmi terek) terven kell alapuljon. 2000 májusában a zsűri Vadász György pályázatának adta az első díjat, de mégis Siklós Mária eredeti színháztervét engedélyeztették a főváros IX. kerületi önkormányzatánál. Az engedély – három elutasítás és fellebbezés után – a Fővárosi Közigazgatási Hivatalnál szeptemberben vált jogerőssé.
2000. augusztus 1-jén létrejött a Nemzeti Színház Rt., élén – így a színházén is – Schwajda Györggyel, akinek feladata a Nemzeti Színház épületének felépítése volt. Az építkezés 22%-ban közadakozásból, 78%-ban központi költségvetési forrásból épült fel. Az épület tulajdonosa: a Nemzeti Színház Zrt., egyszemélyes zártkörű részvénytársaság, közvetlenül a kultuszkormányzat irányítása alá tartozik és a részvénytársaság létrehozásával az állam alapította.
A Nemzeti Színház 2002. március 15-én nyitotta meg kapuit Budapest IX. kerületében a Bajor Gizi park 1. szám alatt.
A színház Madách Imre: Az ember tragédiája című drámai költemény díszelőadásával nyitotta meg kapuit. A darabban Szarvas József alakította Ádámot, Pap Vera játszotta Évát, Alföldi Róbert pedig Lucifert. A produkcióban szerepe volt még Raksányi Gellértnek, Berek Katinak, Bodrogi Gyulának, Székhelyi Józsefnek és Básti Julinak. Az előadáshoz Márta István komponált zenét, Pintér Tamás a mozgásterveket készítette. A díszleteket Milorad Kristic, a jelmezeket pedig Tresz Zsuzsanna tervezte. A díszelőadást a Magyar Televízió m1-es csatornája és a Duna Televízió is közvetítette.

## A Nemzeti Színház elhelyezkedése és terei
A Nagykörút Boráros téri, vagyis déli végétől a Rákóczi híd felé a H7-es HÉV-vel egy megállónyira, a Duna és a Soroksári út közötti területen található színház rekord idő – alig 15 hónap – alatt készült el. Az épület nettó alapterülete a szabadtéri színpaddal együtt több mint 2 ha (20 ezer négyzetméter). A színház – a Dunára párhuzamos oldalnézetből – funkcionálisan három részre tagozódik. A központi rész a majdnem kör alaprajzú nézőteret és a stúdiószínpadot foglalja magába, ezt veszi körül elölről a közönségforgalmi tér, valamint a nagy színpadot „U” alakban szegélyező üzemi szárny, a pincével és a földszinttel együtt nyolc emeletnyi magasságban.

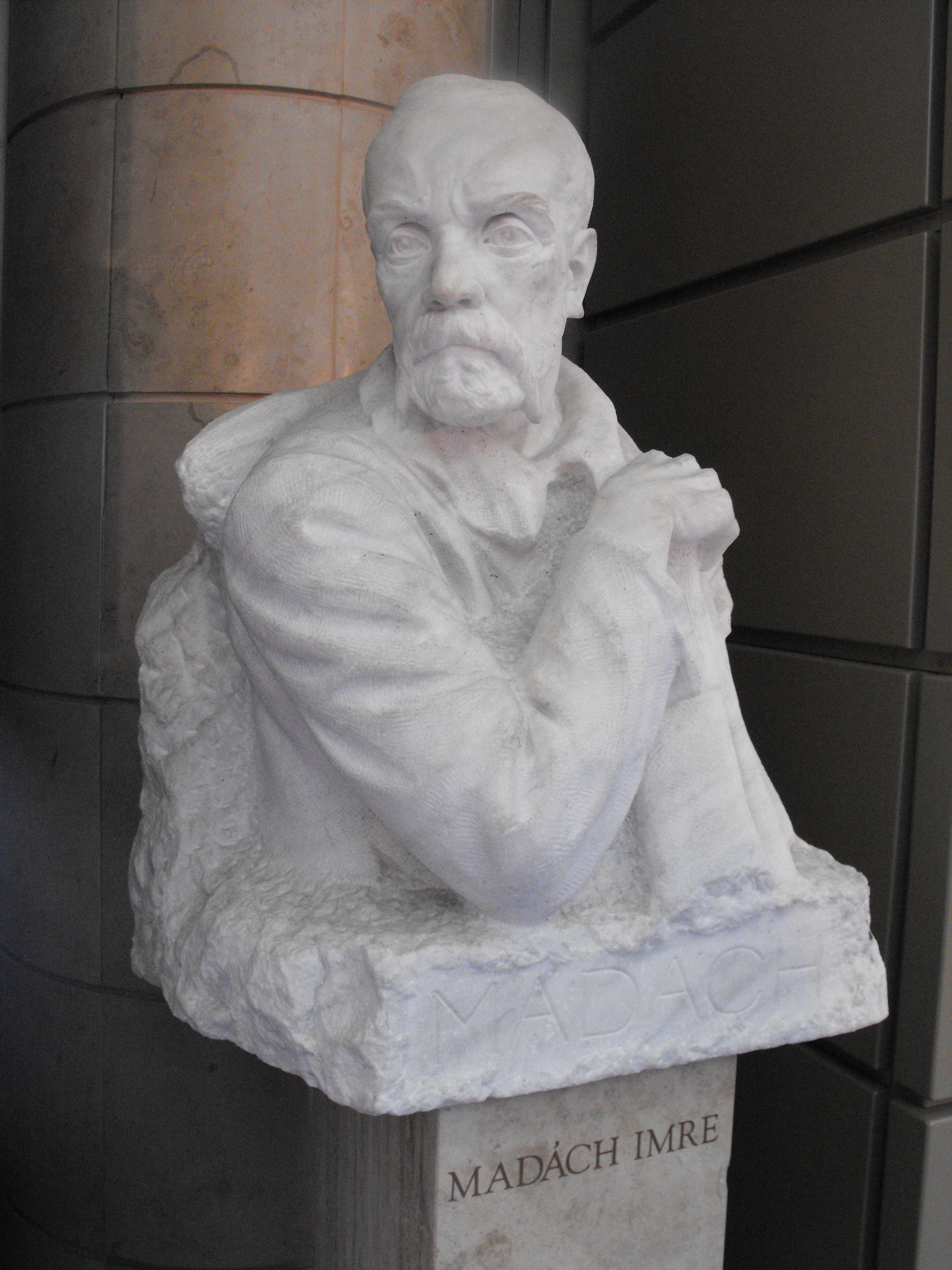
Madách Imre szobra a színház aulájában

Az épületben összesen négy színpadon tarthatnak előadást. A nagyszínpad 3 emeletes nézőtere 619, a Gobbi Hilda Színpadé (2007. május 11. óta, előtte stúdiószínpad) 160-200 fő befogadására alkalmas, a Kaszás Attila terembe (2008. március 16-ától, előtte: háziszínpad) 80-100 néző ülhet be. A negyedik emeleten eredetileg jelmezmúzeumnak tervezett Bajor Gizi Szalon pódiumszínpad (2014. november 21-én nyílt meg) a színház legkisebb játszóhelye lett. A színház speciális akusztikai hangolását Arkagyíj Popov végezte. A főszínpad különlegessége, hogy 72 db - 12 sorba és 6 oszlopba rendezett - 1x2 m-es pódiumból áll, melyek +2,4 m (hátsó 6 sor) / +1,2 m (első 6 sor) és -2,4 m között[forrás?] mozgathatóak, fedlapjai előrefelé 5 fokban[forrás?] billenthetőek. Igény esetén a hetvenkét süllyedővel, a hátsószínpadról előrehozható gyűrűs forgó besüllyesztésével, 8m átmérőjű tárcsával és 11 m külső átmérőjű gyűrűvel rendelkező forgószínpad alakítható ki.[forrás?] A negyedik emeleten hangfelvételek készítésére is alkalmas hangstúdió is található. A színház Duna felőli oldalán helyezkedik el az úgynevezett szabadtéri színpad, melynek nézőtere a színházat körbevevő park szabadtéri – fedett – lépcsőről közelíthető meg.
A tervezők – ahol lehet – természetes anyagokat használtak: mészkő, gránit, fa, gyapjú és üveg. A szőnyegek és a páholyok drapériái egyedi tervezésűek. A beltérben található 14, talapzaton álló, fehérmárvány szoborportré a lebontott Blaha Lujza téri színház lépcsőfordulóiban állt, majd a Bajor Gizi Színészmúzeumból kerültek „vissza” a Nemzeti Színház épületébe.

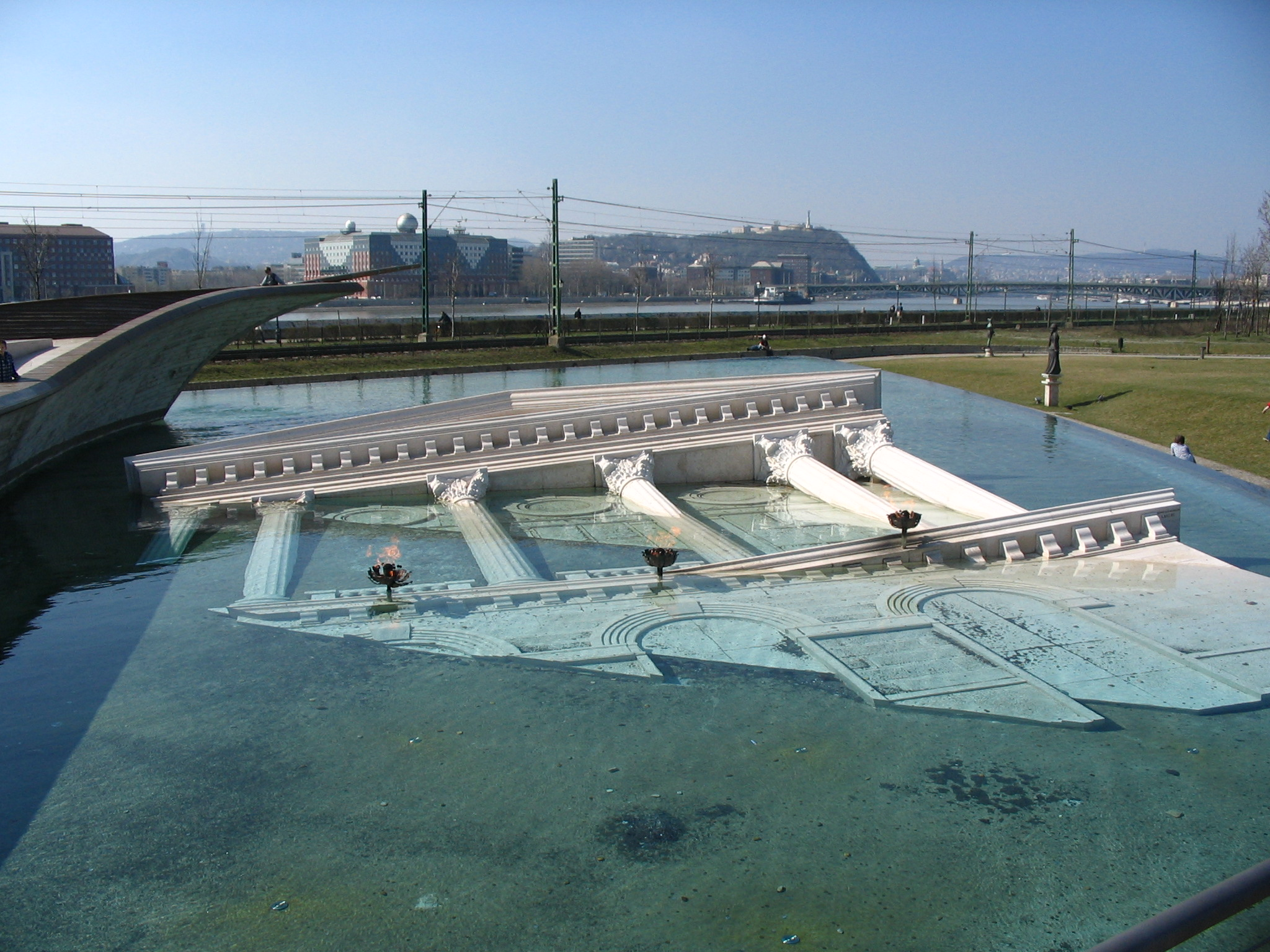
A robbantással lebontott Blaha Lujza téri épület emléke

A külső megjelenésében, Török Péter tájépítész tervei alapján, a létesítmény egy hajó képzetét kelti, amely a Dunán ringatózik. Az architektúra a korabeli építész szakma részéről számos esztétikai jellegű kritikát kapott. Az épületet körülölelő kertben szoborparkot rendeztek be, ahol a közelmúlt legendás színművészeinek egy-egy emlékezetes szerepükben megörökített, bronzba öntött életnagyságú szobra látható. A közkedvelt park kapuszobrát Melocco Miklós szobrászművész tervezte Tolnay Klári és Latinovits Zoltán alakjával, míg a további, Gobbi Hilda, Kiss Manyi, Ruttkai Éva, Latabár Kálmán, Timár József, Major Tamás, Sinkovits Imre, Lukács Margit, Básti Lajos, Soós Imre, Bessenyei Ferenc és Schwajda György alkotások Bencsik István, Marton László, Kligl Sándor, Párkányi Raab Péter és Varga Imre szobrászművészek munkái.

Szoborpark
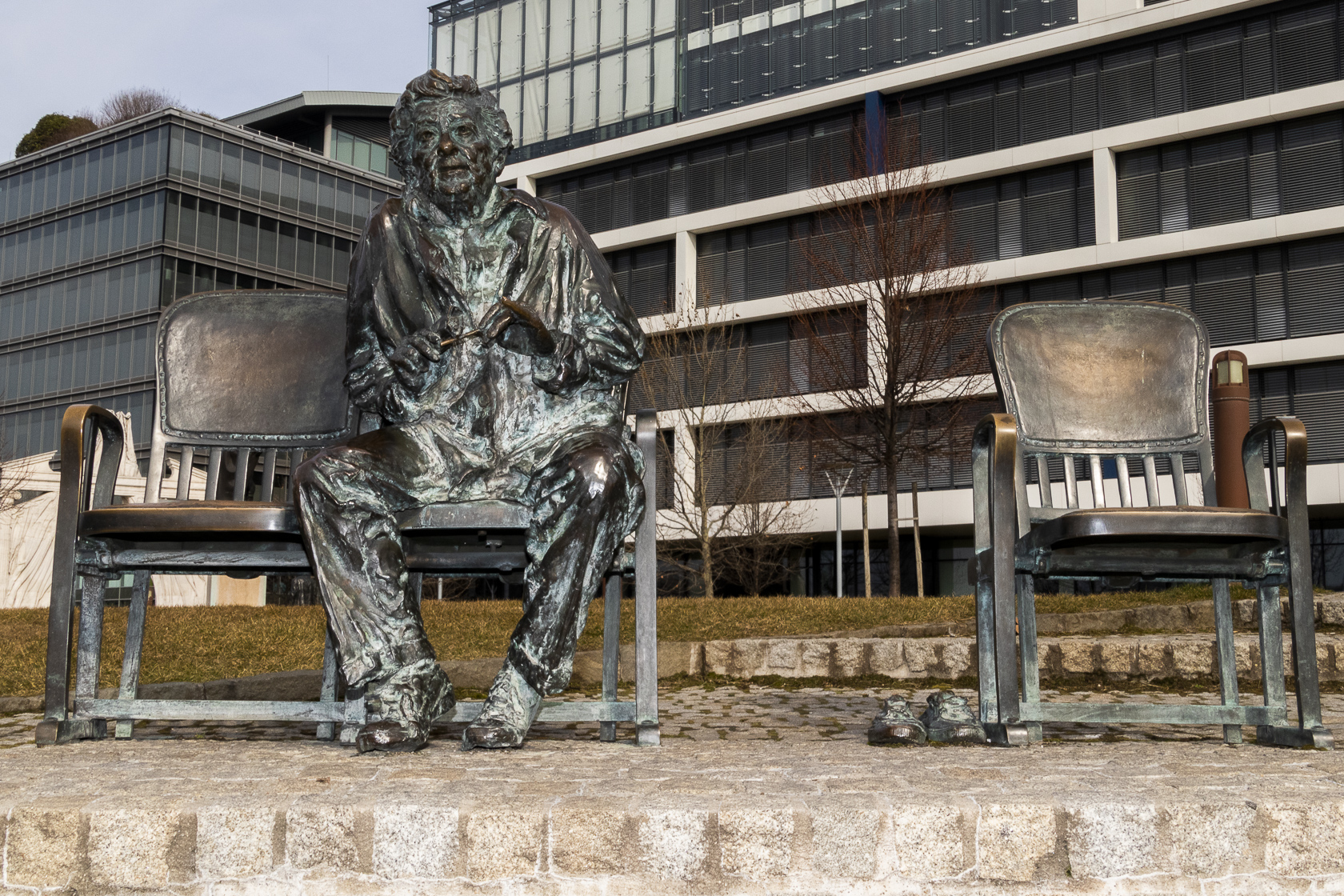
Gobbi Hilda
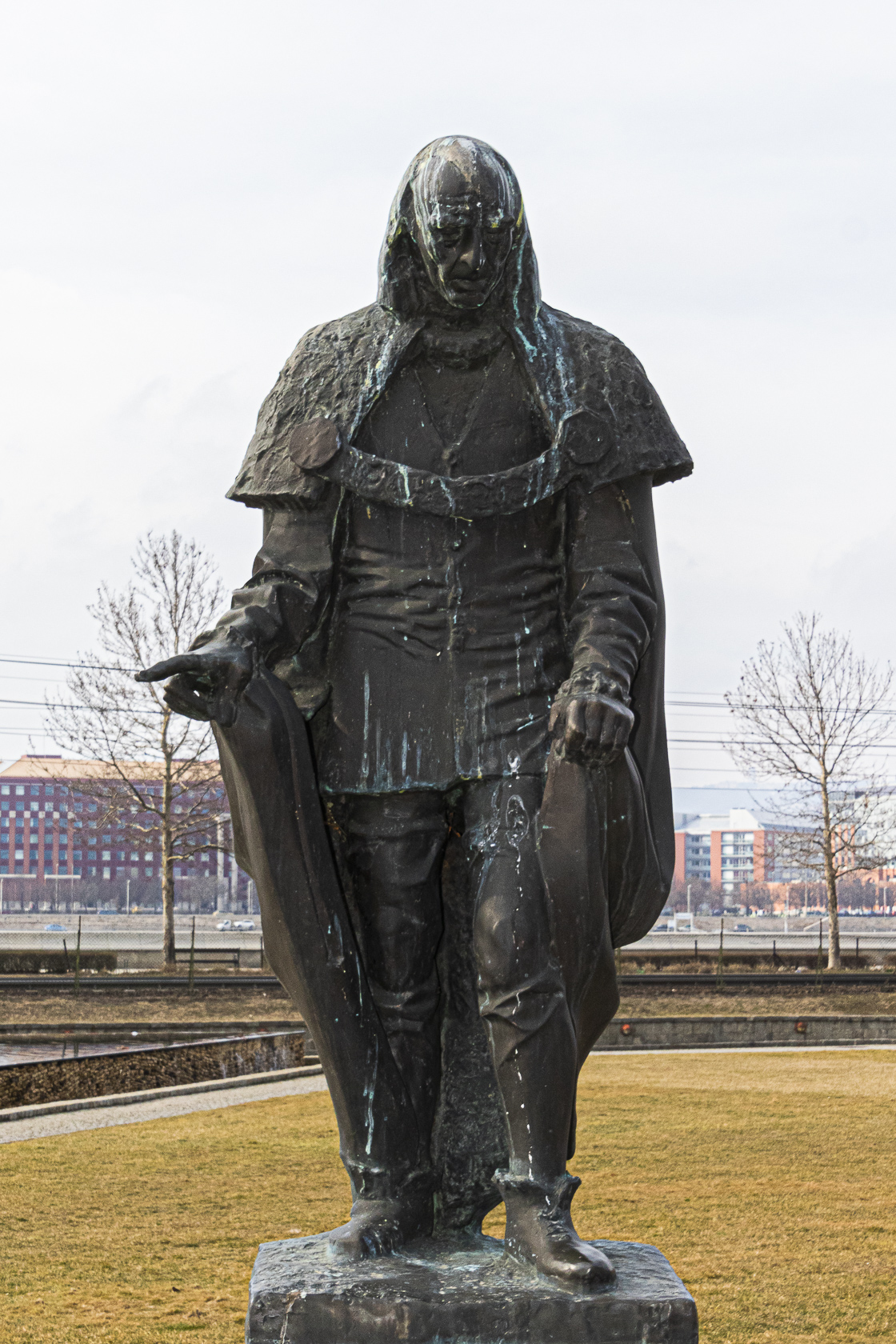
Major Tamás
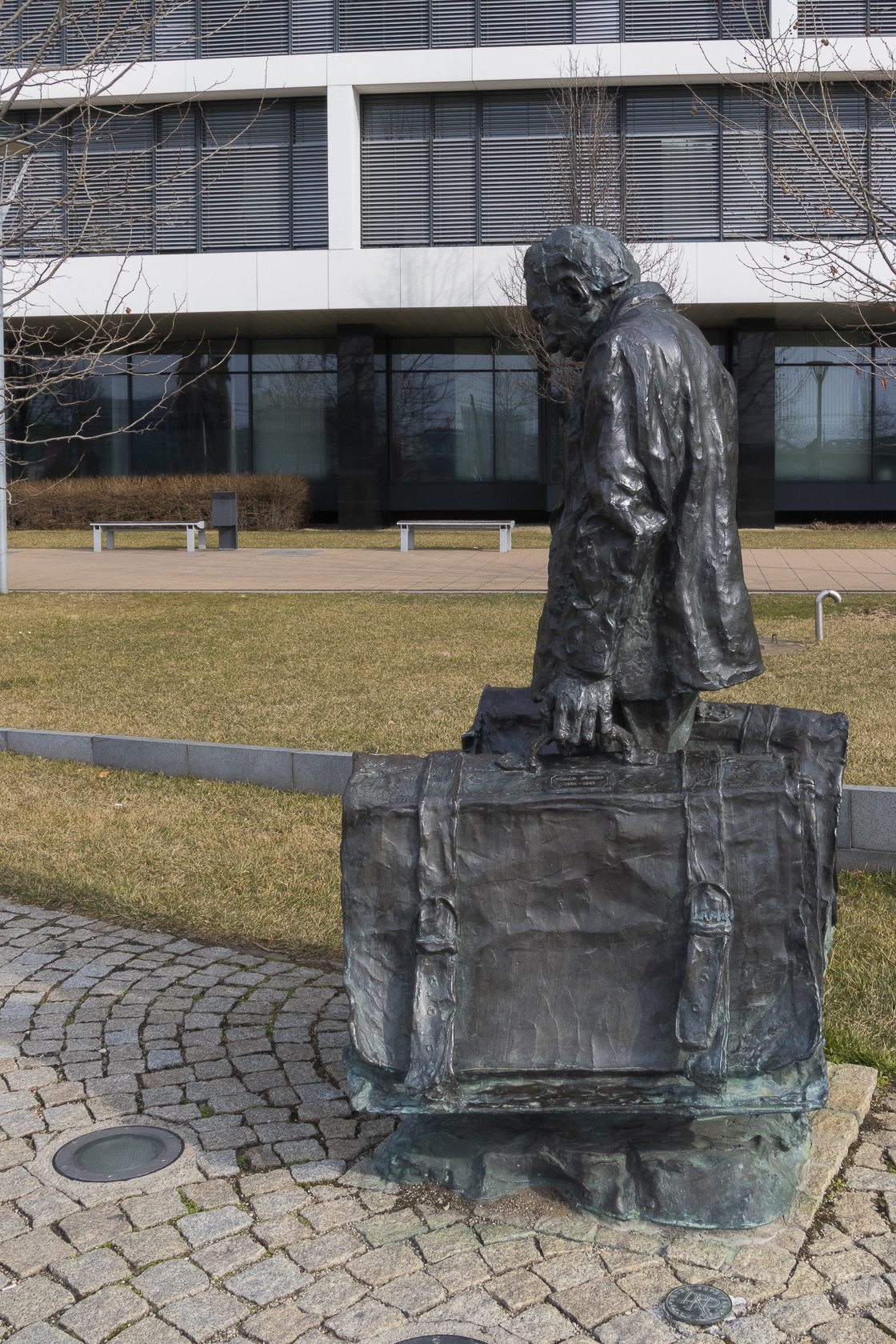
Tímár József
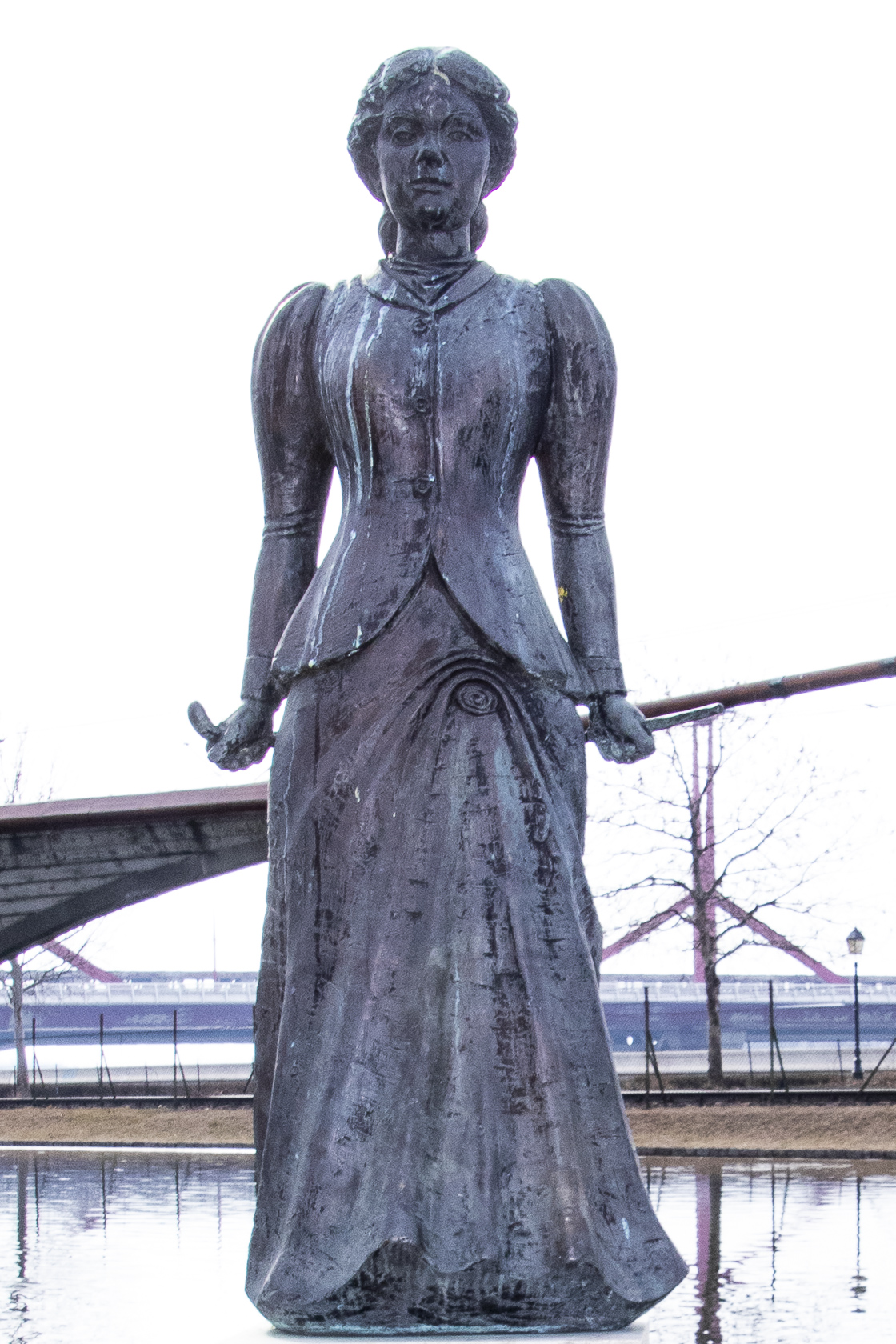
Ruttkai Éva
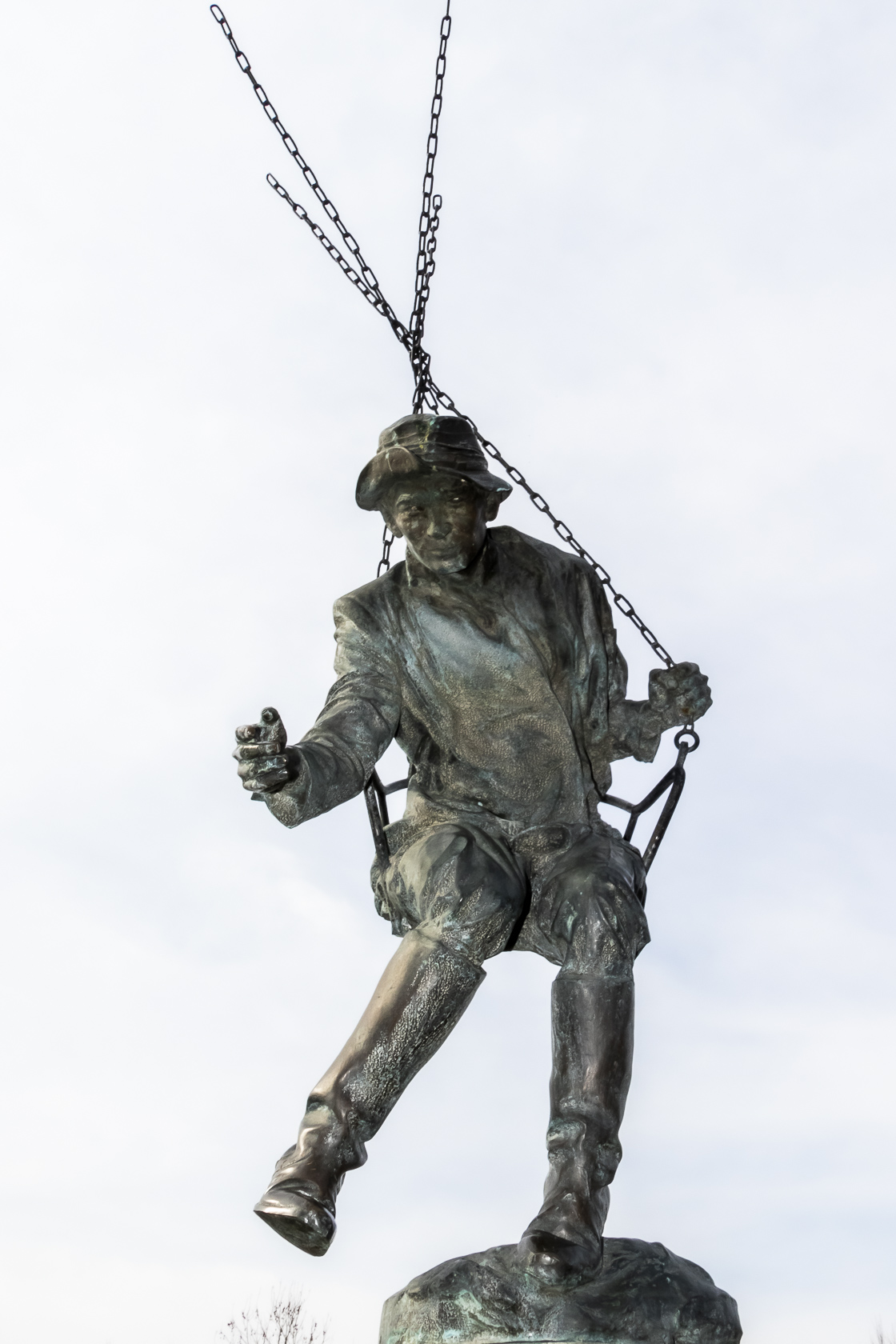
Soós Imre

A főbejárat előtti „hajóorrnál” látható a mesterségesen kialakított vízfelületbe fektetve a jelképes Blaha Lujza téri régi Nemzeti Színház főhomlokzatának timpanonos sziluettje, a „léleklángokat” formázó fáklyákkal. Az oldalhomlokzatokon megjelenő szobrok Schrammel Imre tervei alapján készültek. A főbejárati homlokzaton kilenc múzsa és tizennégy relief található. A domborművek Makláry Zoltánt, Őze Lajost, Somogyi Erzsit, Rajz Jánost, Kálmán Györgyöt, Bihari Józsefet, Pártos Erzsit, Pécsi Sándort, Gábor Miklóst, Páger Antalt, Sulyok Máriát, Bulla Elmát, Feleki Kamillt, és Dajka Margitot ábrázolják.
A Duna-parti parktér építményei a nyírt sövényből kialakított labirintus és egy „zikkurat”, amely belsejének hét terme a Kékszakállú herceg várát idézi fel. Ezeket és a szabadtéri színpadot egy „platán allee” (fasor) köti össze.
A Nemzeti Színház és a Rákóczi híd pesti hídfője között 2002-2005 között épült fel a Művészetek Palotája.

## Képek

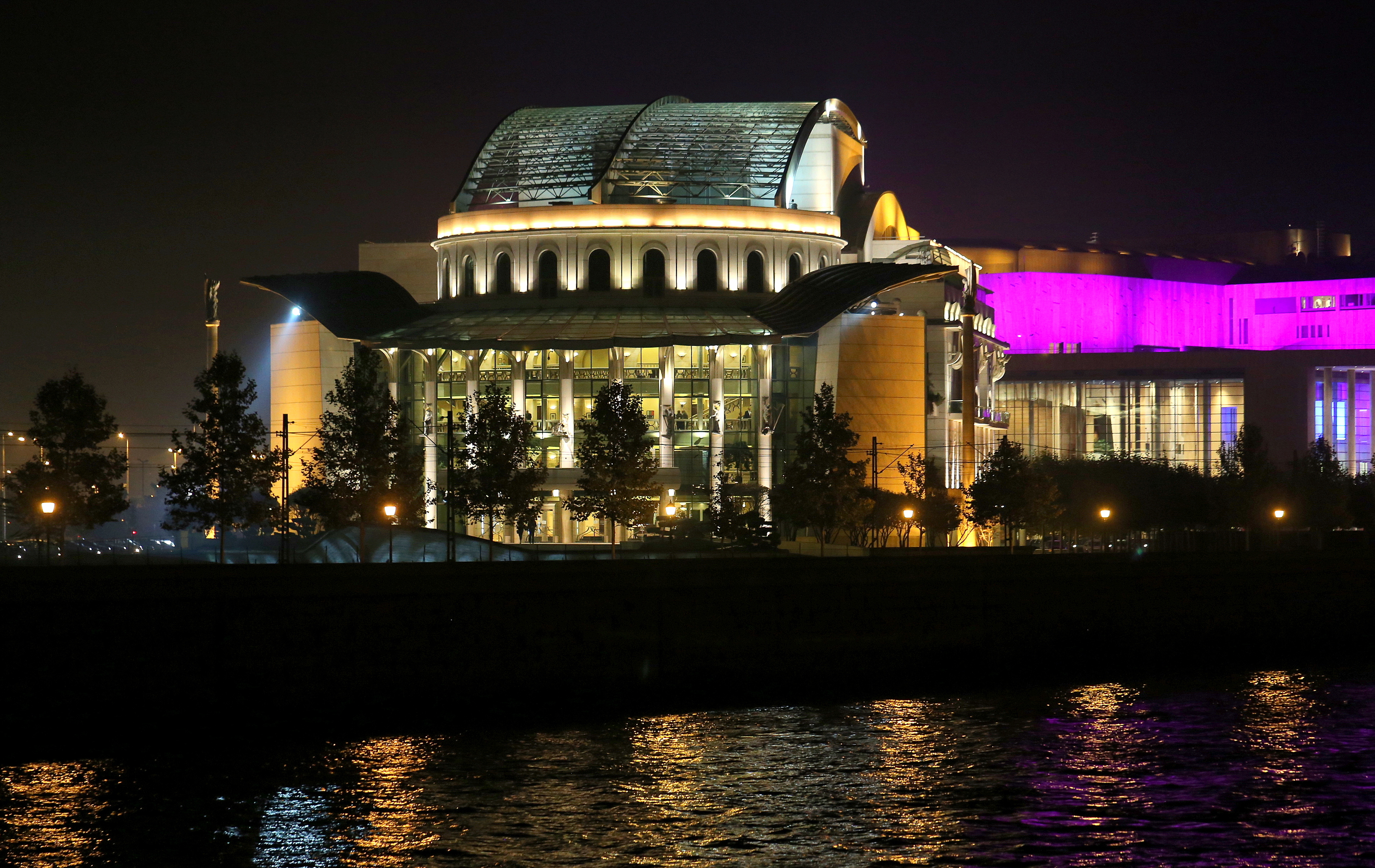
A Nemzeti Színház a Duna felől éjszaka...
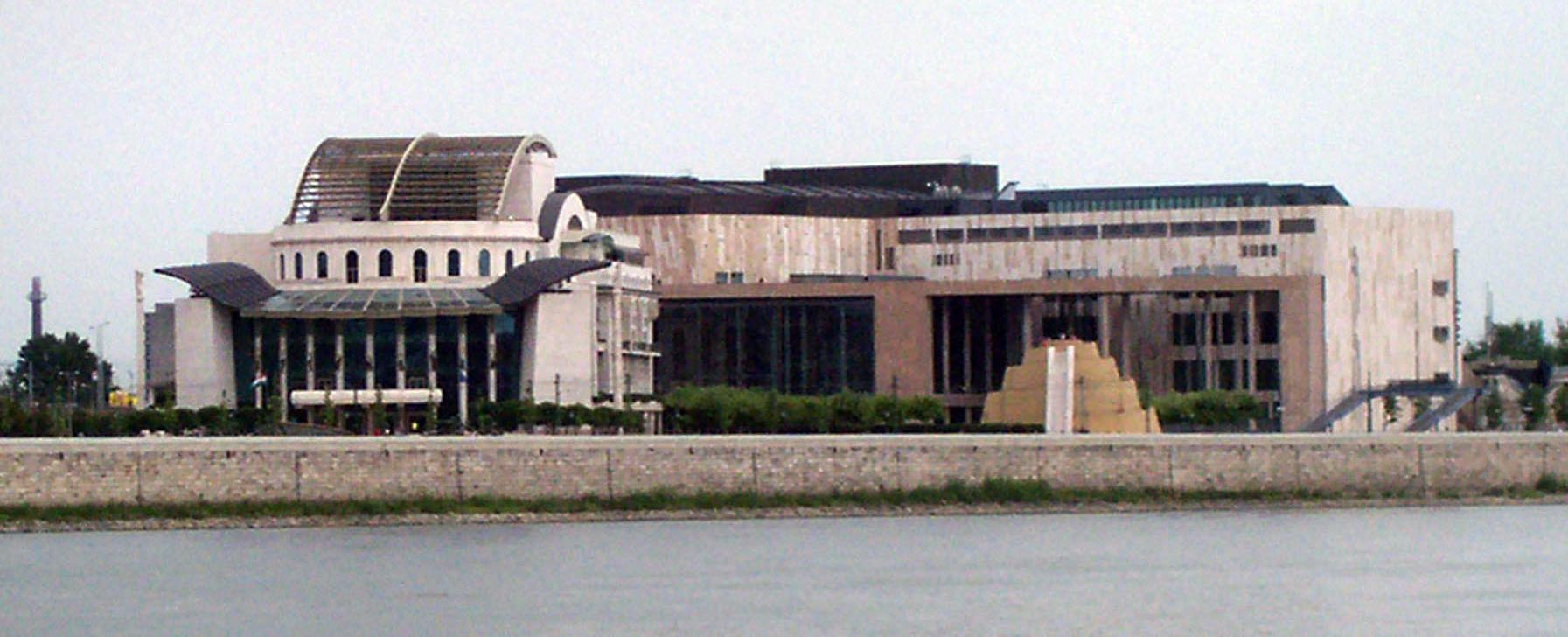
… és nappal a MÜPÁval
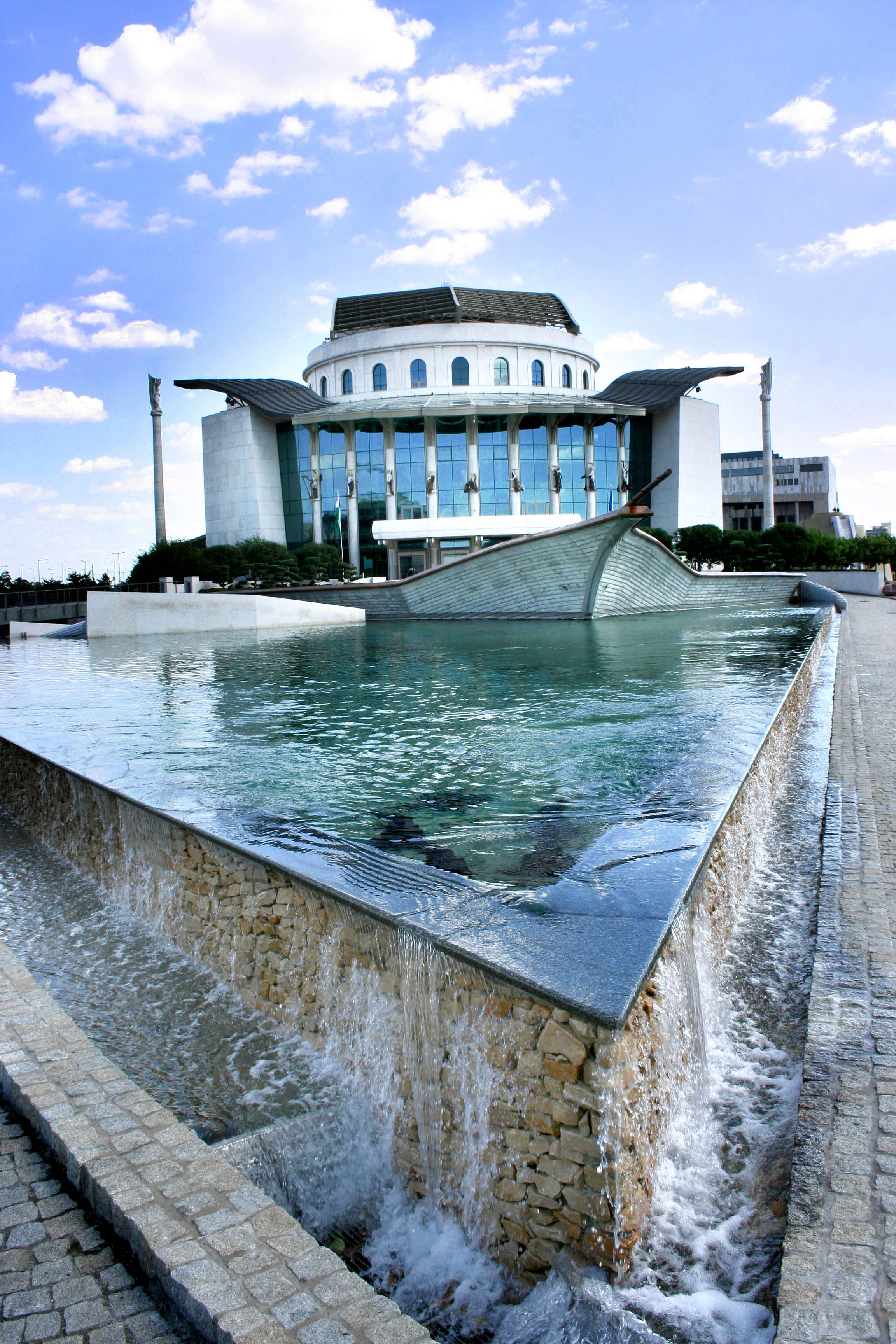
A hajó orra
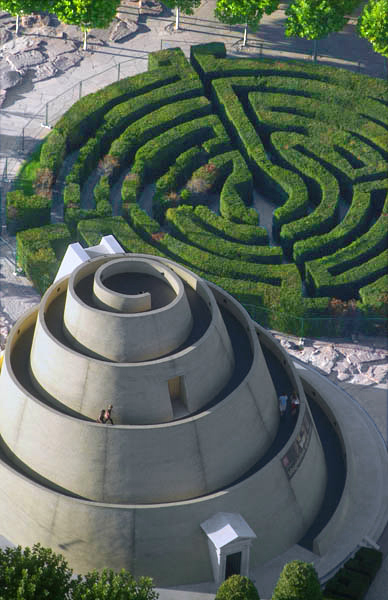
A park a Zikkurat Galériával
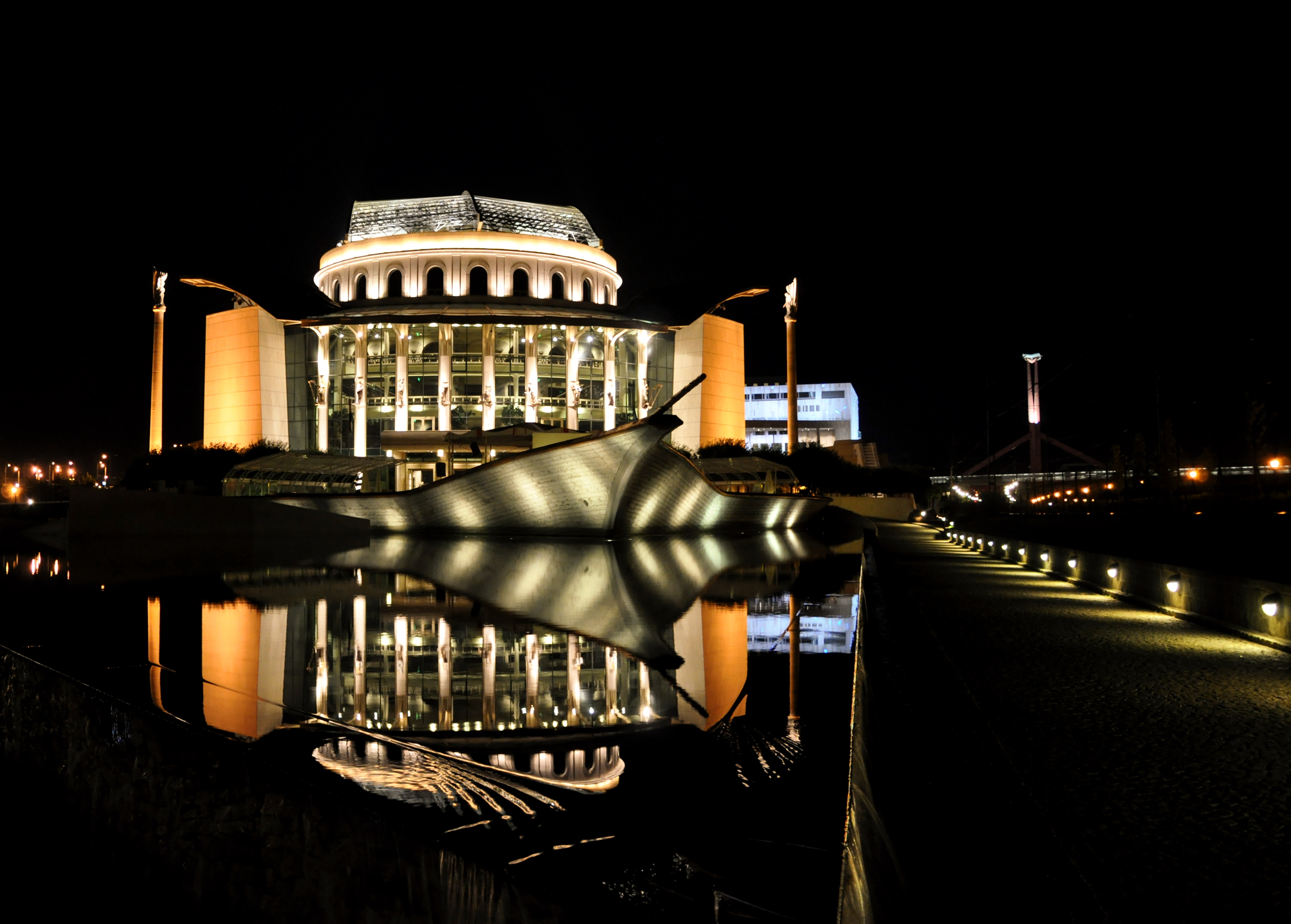
A Nemzeti Színház éjszaka a Bajor Gizi parkból
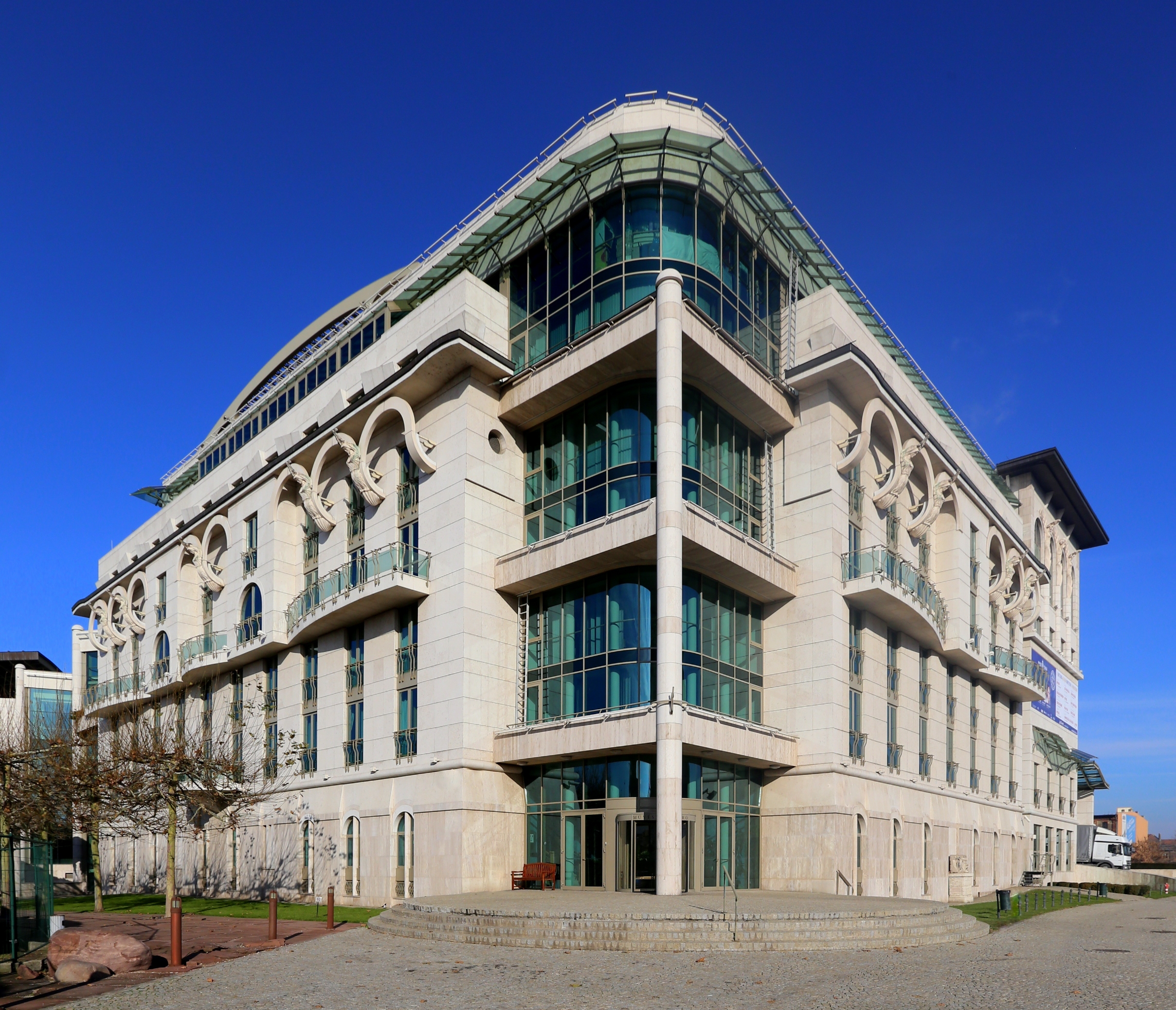
Az épület hátsó fele és művészbejárója
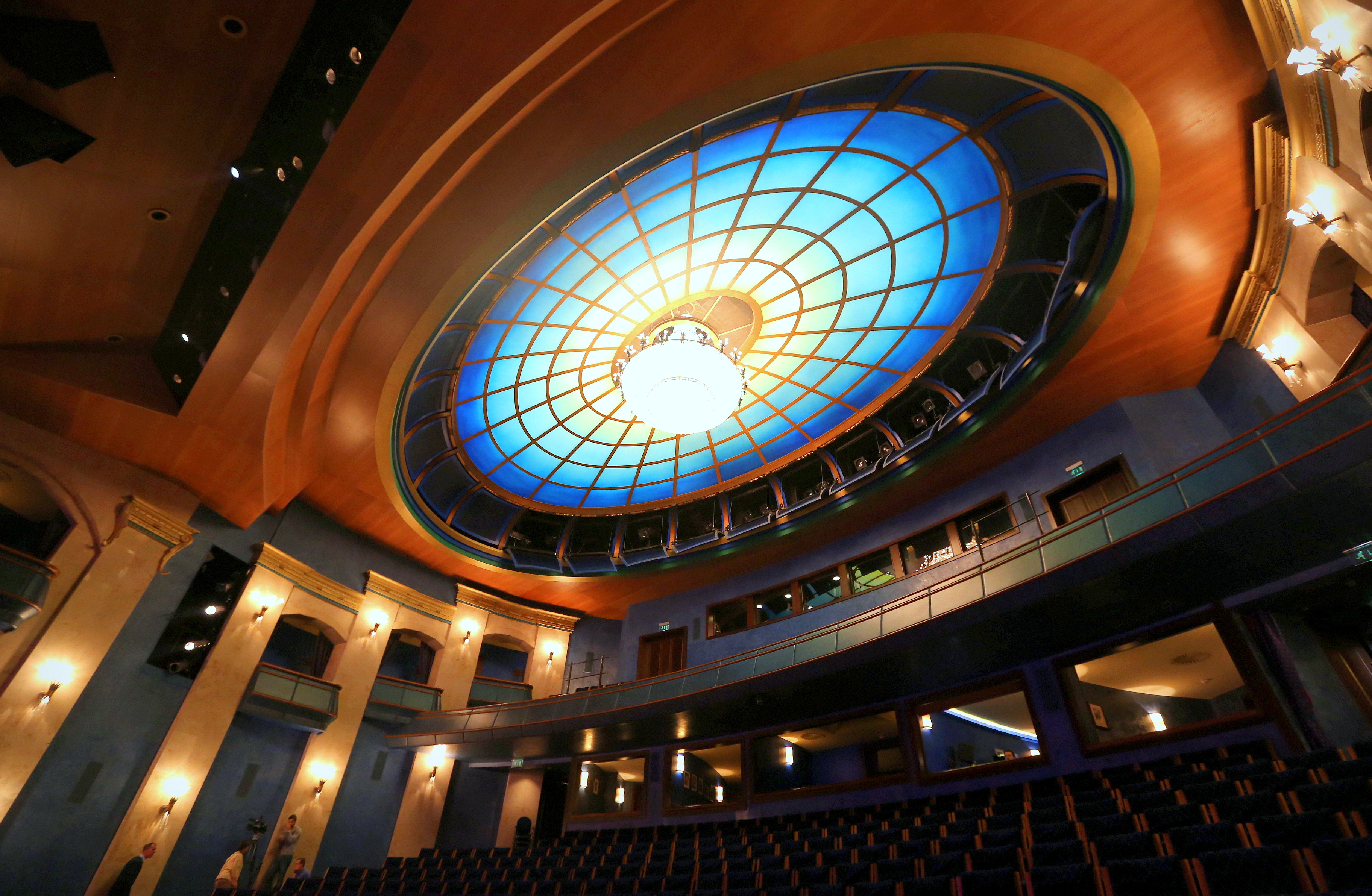
Nézőtér – Földváry Gábor mellszobra

## Társulat (2024/2025)

### Vezetőség
- Igazgatóː Vidnyánszky Attila
- Stratégiai igazgatóː Rátóti Zoltán
- Dramaturgokː Verebes Ernő, Kozma András, Kulcsár Edit, Szabó Réka

### Színművészek
- Ács Eszter
- Berecz András
- Berettyán Nándor
- Berettyán Sándor
- Blaskó Péter
- Bodrogi Gyula
- Bordás Roland
- Földes László (Hobo)
- Herczegh Péter
- Katona Kinga
- Kovács S. József
- Kristán Attila
- Madácsi István
- Martos Hanga
- Nagy Mari
- Pallag Márton
- Rácz József
- Rátóti Zoltán
- Rubold Ödön
- Schnell Ádám
- Söptei Andrea
- Szarvas József
- Szilágyi Ágota
- Szűcs Nelli
- Tóth Auguszta
- Tóth László
- Trill Zsolt
- Varga József
- Vecsei H. Miklós

## Igazgatói
| A 2000 előtti Nemzeti Színház |
| --- |
| A színház első épületében (a Kerepesi/Rákóczi út 3. alatt, 1837–1908) Pesti Magyar Színház (1837–1840) - Bajza József (1837–1838) - Szentkirályi Móric (1838) - gr. Ráday Gedeon (1838–1839) helyettes igazgató Ilkey Sándor (1838) - Nyáry Pál (1839-1840) Nemzeti Színház (1841–2000) - gr. Ráday Gedeon (1840) - Simontsits János (1841–1842) - Bartay Endre (1843–1845) bérlő-igazgató - gr. Ráday Gedeon (1845–1849) főigazgató igazgatósági ügyvivő Páncsy Lajos (1845–1847) aligazgató Bajza József (1847–1848) távolmaradása és betegsége alatt aligazgatóként Erdélyi János (1848–1849) képviselte - Simontsits János (1849–1852) ugyanő gazdasági igazgató is (1849–1856) rövid időre, a Pestet megszálló katonai parancsnok szóbeli megbízásából Kirchlehner Ferenc (1849) végezte az igazgatói teendőket művezető igazgató Páncsy Lajos (1849–1852) - Festetics Leó (1852–1854) - Nyéky Mihály (1854–1855) - gr. Ráday Gedeon (1855–1860) gazdasági igazgató Vezerle Nepomuk János (1856–1860) - Nyéky Mihály (1860–1862) - Radnótfáy Nagy Sámuel (1862–1869) - Zichy Antal (1869–1870) - Orczy Bódog (1870–1873) - Szigligeti Ede (1873–1878) - Podmaniczky Frigyes (1875–1886) - Keglevich István (1886–1888) - Beniczky Ferenc (1888–1891) - Zichy Géza (1891–1894) - Nopcsa Elek (1894–1897) - Festetics Andor (1894–1900) - Beöthy László (1900–1902) - Somló Sándor (1902–1908) A Nemzeti Színház első ideiglenes épületében (Blaha Lujza tér, 1908–1964) - Tóth Imre (1908–1917) - Ambrus Zoltán (1917–1922) - Hevesi Sándor (1922–1932) - Márkus László (1932–1933) - Voinovich Géza (1933–1935) - dr. Németh Antal (1935–1944) - Kiss Ferenc (1944) - Major Tamás (1945–1962) - Meruk Vilmos (1962–1964) A Nemzeti Színház második (Thália Színház épülete, 1964–1966) majd harmadik ideiglenes épületében (Hevesi Sándor tér, 1966–2000) - Both Béla (1964–1971) - Marton Endre (1971–1978) - Nagy Péter (1978–1979) - Sziládi János (1979–1982) - Malonyai Dezső (1982–1989) - Csiszár Imre (1989–1991) - Ablonczy László (1991–1999) - Iglódi István (1999–2000) |

A Bajor Gizi parki épület (2002-től)
Az "új" Nemzeti Színház (2000–)
|  | Schwajda György (2000–2002) |
|  | Huszti Péter(2002)          |
|  | Bosnyák Miklós (2002–2003)  |
|  | Jordán Tamás (2003–2008)    |
|  | Alföldi Róbert (2008–2013)  |
|  | Vidnyánszky Attila (2013–)  |

## Korábbi nevezetes társulati tagok
A lista vegyesen tartalmazza a Pesti Magyar Színház (mint 2000-ig Nemzeti Színház) és a Nemzeti Színház nevezetes tagjait.
- Agárdy Gábor
- Andorai Péter
- Avar István
- Bajor Gizi
- Balázs Samu
- Bara Margit
- Básti Juli
- Básti Lajos
- Benedek Miklós
- Berek Kati
- Béres Ilona
- Bessenyei Ferenc
- Bihari József
- Bitskey Tibor
- Bodnár Sándor
- Bubik István
- Császár Angela
- Cserhalmi György
- Csernus Mariann
- Csomós Mari
- Csortos Gyula
- Esztergályos Cecília
- Fülöp Zsigmond
- Garas Dezső
- Gelley Kornél
- Gobbi Hilda
- Hámori Ildikó
- Horkai János
- Iglódi István
- Jávor Pál
- Jordán Tamás
- Kállai Ferenc
- Kálmán György
- Kerényi Imre
- Kiss Ferenc
- Kohut Magda
- Kubik Anna
- Kulka János
- Lukács Margit
- Majláth Mária
- Major Tamás
- Makay Margit
- Makláry Zoltán
- Marton Endre
- Máthé Erzsi
- Mészáros Ági
- Mezey Mária
- Molnár Piroska
- Moór Marianna
- Németh Antal
- Őze Lajos
- Pápai Erzsi
- Pataky Jenő
- Pogány Judit
- Psota Irén
- Raksányi Gellért
- Ruttkai Éva
- Sinkó László
- Sinkovits Imre
- Somogyvári Pál
- Szacsvay László
- Székely Gábor
- Szeleczky Zita
- Szemes Mari
- Szirtes Ádám
- Szörényi Éva
- Sztankay István
- Tőkés Anna
- Törőcsik Mari
- Tyll Attila
- Udvaros Dorottya
- Vámos László
- Váradi Hédi
- Vass Éva
- Várkonyi Zoltán
- Zolnay Zsuzsa
- Zsámbéki Gábor

## Kapcsolódó díjak
- Farkas–Ratkó-díj
- Szörényi Éva-díj
- Sinkovits Imre-díj
- Németh Antal-díj
- A Nemzeti Színház örökös tagja
- Rajz János-díj
- Szeleczky Zita-emlékgyűrű